# Мелтон, Чарльз
Чарльз Майкл Ме́лтон (англ. Charles Michael Melton ; род. 4 января 1991, Джуно, Аляска, США) — американский актёр и модель. Наиболее известен по роли Реджи Мантла в телесериале «Ривердейл».

## Биография
Чарльз Мелтон родился в 1991 году в небольшом городке Джуно на Аляске. Вскоре после рождения Чарльза, его семья переехала в штат Канзас, где он и вырос. После окончания школы, Чарльз Мелтон поступил в Университет штата Канзас, но через два года бросил его, чтобы стать актёром. Чарльз снимался в сериалах Лузеры (2009—2015)» и «Американская история ужасов» (с 2011). Чарльз Мелтон так же известен как модель, с фотосессиями для таких брендов как «Armani», «Azalea», «Dolce Gabbana», «Hollister» и «Old Navy».
Известность пришла к Мелтону благодаря роли в сериале «Ривердейл». Снятый по комиксу, выходящему с 1940-х годов, на котором выросло несколько поколений американцев, сериал, в свою очередь тоже быстро приобрёл статус культового. Чарльзу Мелтону досталась роль Реджи Мантла, одного из постоянных персонажей комикса (см. статью о персонаже в английской википедии). В этом качестве он быстро привлёк внимание продюсеров. Уже в 2019 году на экраны вышел фильм «Солнце тоже звезда», где Чарльзу Мелтону досталась главная роль. Тогда же он снялся в клипе «Break Up With Your Girlfriend, I’m Bored» на песню Арианы Гранде.
С октября 2018 по декабрь 2019 встречался с Камилой Мендес. С июня 2021 пара возобновила отношения.

## Фильмография
Кино
| Год  | Название на русском          | Оригинальное название         | Роль          | Примечания             |
| ---- | ---------------------------- | ----------------------------- | ------------- | ---------------------- |
| 2015 |                              | Faces Without Eyes            | док           | Короткометражный фильм |
| 2015 | Плохой друг                  | Bad Friend                    | Колин         | Короткометражный фильм |
| 2016 |                              | The Channel                   | Крис          | Короткометражный фильм |
| 2018 | Отсев: Новый мировой порядок | The Thinning: New World Order | Кейдж         |                        |
| 2019 | Солнце тоже звезда           | The Sun Is Also a Star        | Дэниел Бэ     |                        |
| 2020 | Плохие парни навсегда        | Bad Boys for Life             | Рэйф          |                        |
| 2020 | Мейнстрим                    | Mainstream                    | Чарльз Мелтон |                        |
| 2021 | Гонка на пределе             | Heart of Champions            | Крис          |                        |
| 2022 | Секретная штаб-квартира      | Secret Headquarters           | Хавай         |                        |
| 2023 | Май декабрь                  | May December                  | Джо Ю         |                        |
| 2025 | Под огнём                    | Warfare                       | Джейк         |                        |
|      | Её личный ад                 | Her Private Hell              |               |                        |

Телевидение
| Год       | Название на русском                | Оригинальные название         | Роль         | Примечания                    |
| --------- | ---------------------------------- | ----------------------------- | ------------ | ----------------------------- |
| 2014      | Лузеры                             | Glee                          | модель       | Эпизод: «New New York»        |
| 2015—2016 | Американская история ужасов: Отель | American Horror Story: Hotel  | мистер Ву    | 2 эпизода                     |
| 2017—2023 | Ривердейл                          | Riverdale                     | Реджи Мантла | Постоянная роль (со 2 сезона) |
| 2021      | Американские истории ужасов        | American Horror Stories       | Уайт         |                               |
| 2023      | Покерфейс                          | Poker Face                    | Дэвис        |                               |
| 2023      | Всемирная история, часть 2         | History of the World: Part II | Джоши Мудмен |                               |

Музыкальные клипы
| Год  | Название                                   | Артист        |
| ---- | ------------------------------------------ | ------------- |
| 2019 | «Break Up With Your Girlfriend, I’m Bored» | Ариана Гранде |